# ما قصد داریم شما را بخوریم
ما قصد داریم شما را بخوریم (به انگلیسی: We're Going to Eat You) یک فیلم سینمایی هنگ کنگی محصول سال ۱۹۸۰ در ژانر کمدی ترسناک به کارگردانی تسوی هارک است. این فیلم درباره یک مامور مخفی، مامور ۹۹۹ است که در تلاش برای دستگیری یک دزد به نام رولکس است.